# CRaNE
CRaNE（クレイン）は、静岡県浜松市出身のシンガーソングライター二人組グループである。

## メンバー
- 田中 昇吾（たなか しょうご、1月30日 ギター・作曲・編曲）
- sanae（さなえ、9月16日 ボーカル・作詞）

## 来歴
2009年2月11日、シングル『希望の空/運命の人』でMUTOWN RECORDSからデビュー。
2010年、『ペガサスの朝』をリリース。この曲は1980年に五十嵐浩晃の歌っていた同曲のカバー。後に五十嵐とCRaNEの『ペガサスの朝』コラボレーション・バージョンもリリースされる。
2011年4月、『Holiday/一番星』を発表。『Holiday/一番星』に収録されている全4曲を五十嵐が作曲、収録曲『Holiday』と『一番星』は清水信之が編曲、ギタリスト・ミキシング・エンジニアとしても参加。ボーナス・トラックとして『ペガサスの朝』CRaNE&五十嵐浩晃スペシャルミックスが収録。同曲でサタネプ☆ベストテン2時間スペシャル（TBS系、2012年3月3日）に出演、CRaNEの全国放送初出演となる。同曲は田中昇吾が編曲、ジャケットデザインはTBS系列はなまるマーケット等のデザインをしているビジュアルデザイナー安居院一展の初CDジャケット作品である。
2011年、東日本大震災において、山形南高校の校長発案のボランティアで活動する若者たちへの応援ソング「朝は来るよ」の歌唱及び編曲を、楽曲制作を受けた音楽事務所・オフィス瀬戸（小林明子所属）より依頼され、歌唱をCRaNE、編曲を田中昇吾が担当。山形南高校・山形大石田中学の学園祭にも出演。同年、雄踏文化会館(600席満席)のホールコンサートを開催。
2012年、五十嵐浩晃の20年ぶりとなるアルバム「Breezy」に編曲及びギター・田中昇吾、コーラスsanaeで参加。
2013年、1stアルバム「Overfly」リリース。収録曲『ドンナ・サマー』がTBS系「アッコにおまかせ!」8月度のEDテーマ。静岡県内ショッピングモールでのリリースライブでは、ライブ後の販売・握手会に予想を超えた列が出来、急遽最後尾札を用意してモールスタッフによる誘導が行われた。
2013年、菊川市菊川文化会館アエルにて年間ホールコンサート(毎月1回公演)の依頼を受ける。タイトル「CRaNE Sound Block」と題し開催。同年8月にインターネット音楽関連サイト『歌ネット』で「地方在住!ネクストブレイクアーティスト」として特集が組まれる。
2014年、林哲司プロデュース楽曲『タイムカプセル』（作詞：sanae、作曲：林哲司、編曲：清水信之）をリリース。同曲は「歌ネット：新譜注目度ランキング1位」。CRaNE初の全国ツアーを展開。
2016年、CRaNEがNHKみんなのうたに書き下ろした楽曲『おおきなおなか』が2016年6-7月の新曲に決定。インターネット上で、ママが共感する歌として話題となり、日刊スポーツで取り上げられ、10-11月に再放送される。2018年6-7月、リクエスト曲として再々放送される。
2017年、「Everyday」リリースに伴い全国ショピングモールでのリリースキャンペーンを開催。

## 補足事項
所属事務所には中沢けんじ、前田有嬉、伊藤菜々子が所属、 業務提携として榛葉昌寛、伊藤圭介が在籍。アマチュア時代にも地元静岡県内のテレビ・ラジオ・CM等のタイアップ曲を多数手がける。bjリーグ（浜松アリーナ）でのオープニングアクトを務め、2010年bjリーグ地区セミファイナルでは国歌独唱（sanae）も務めている。

## 作品参加楽曲
作曲・編曲・ギターを担当する田中昇吾は、以下の作品に参加している。
- Honey L Days『リスタート』カップリング曲「Winter Melody」。
- 木山裕策『F 守りたい君へ』収録曲『スタートライン』。
- Disney Magical Pop Christmas『夢はひそかに』歌唱:Beverly。
- 北翔海莉アルバム『Alrai～エルライ～』。
- Beverlyアルバム『AWESOME』収録曲「Never Ever」。
- 稲垣潤一アルバム『HARVEST』収録曲「ON and ON」。
- 日向坂46『もうこんなに好きになれない』

### レギュラー番組
2011年10月ー2021年9月SBSラジオ「CRaNE Music Shower」

### レギュラーライブ
所属レコード会社スタジオで、毎月1回『CRaNE STUDIO LIVE』を開催。

## ディスコグラフィー

### シングル
（注）発表年の後の名前は、作詞・作曲・編曲。
- 「希望の空」（2009.2.11）（SBSテレビ「みなスポ5」主題歌）（田畑早苗・田中昇吾）
- 「体育会系」（2009.10.28）（しずおか市町対抗駅伝公式テーマソング）（田畑早苗・田中昇吾）
- 「ペガサスの朝」（2010.4.21）（SBSテレビキャンペーンソング）
- 「Holiday/一番星」（2011.4.13）（SBSテレビ「静岡発そこ知り」主題歌（暮醐遊・五十嵐浩晃・清水信之）
- 「We are not alone」（2013.11.20）（伊藤薫・田中昇吾）
- 「タイムカプセル」（2014.7.2）（sanae・林哲司・清水信之）
- 「おおきなおなか」（2016.6.8） NHKみんなのうた2016年6-7月（sanae・田中昇吾）
- 「Everyday」（2017.11.29）U's music週間インディーズランキング第7位（sanae・田中昇吾）

### アルバム
- 「Overfly」（2013.01.23）

### タイアップ曲
- ドンナ・サマー（TBS系『アッコにおまかせ!』エンディングテーマ）
- おおきなおなかNHKみんなのうた
- 希望の空（SBSテレビ「みなスポ5」主題歌）
- 光の行方（SBSテレビ「みなスポ5」エンディングソング）
- I.M.A（SBSテレビ「みなスポ5」エンディングソング）
- 風をきって（『しずおか市町対抗駅伝』2008・2009公式テーマソング）
- JOIN（『しずおか市町対抗駅伝』2010・2011公式テーマソング）
- ココロカラー（SBSテレビ「Jリーグ中継」ソング）
- 補欠（SBS「ココロ元気」キャンペーンソング）
- ペガサスの朝（SBSキャンペーンソング）
- Holiday（SBSテレビ『静岡発そこ知り』主題歌）

### ゲスト出演
- 小倉智昭のラジオサーキット（ニッポン放送、2011年4月2日）
- サタネプ☆ベストテン2時間スペシャル（TBS系、2012年3月3日）
- J-POP青春の'80（NHK BSプレミアム、2012年3月22日）
- 静岡発そこ知り（SBSテレビ、2012年12月17日）
- 今でも凄い芸能人（フジテレビ系、2014年1月7日）
- 今でもスゴい女性芸能人（フジテレビ系、2014年7月8日）
- ごちそうライフ2（千葉テレビ、2014年10月4日）
- 潮風音楽堂（J-COM、2015年8月）
- クロスカヴァーソングショー（IMAGICA TV、2015年9月）

## CM
- 千葉県国民健康保険